# Саут-Ілінг (станція метро)
51°30′04″ пн. ш. 0°18′26″ зх. д. / 51.501111° пн. ш. 0.307222° зх. д.
Саут-Ілінг (англ. South Ealing)  — станція Лондонського метро в Ілінг, боро Ілінг, Західний Лондон. Станція знаходиться на відгалуженні Хітроу лінії Пікаділлі, між станціями Нортфілдз та Актон-таун, у 3-й тарифній зоні. В 2017 році пасажирообіг станції становив 3.66 млн пасажирів.

## Історія
- 1. травня 1883: відкриття станції у складі Metropolitan District Railway (MDR; сьогоденна лінія Дистрикт)
- 13. червня 1905: завершення електрифікації колії
- 13. березня 1933: відкриття трафіку лінії Пікаділлі
- 9. жовтня 1964: припинення трафіку лінії Дистрикт[3]

## Пересадки
Пересадки на автобуси London Buses маршруту H65.

## Послуги
| Попередня станція | Лінія | Лінія                            | Лінія | Наступна станція |
| ----------------- | ----- | -------------------------------- | ----- | ---------------- |
| Нортфілдз         |       | Лондонське метро Лінія Пікаділлі |       | Актон-таун       |